# Conus polongimarumai
Conus polongimarumai is een in zee levende slakkensoort uit het geslacht Conus. De slak behoort tot de familie Conidae. Conus polongimarumai werd in 1980 beschreven door Kosuge. Net zoals alle soorten binnen het geslacht Conus zijn deze slakken roofzuchtig en giftig. Zij bezitten een harpoenachtige structuur waarmee ze hun prooi kunnen steken en verlammen.